# Внук-Липинский, Эдмунд
Эдмунд Внук-Липинский (пол. Edmund Wnuk-Lipiński; 4 мая 1944, Сухей, Померания, Вартеланд, Третий рейх — 4 января 2015, Варшава, Польша) — польский социолог, политолог и писатель.

## Биография

### Молодые годы
Эдмунд Внук-Липинский родился 4 мая 1944 года в Сухее в Померании. В 1966 году окончил Варшавский университет со степенью в области социологии. В 1992 году получил звание профессора гуманитарных наук Варшавского университета.

### Научная работа
В 1991 году стал основателем Института политических исследований Польской академии наук и до 1993 года был его директором. С 1995 по 1996 год был главой Института общественных дел. Читал лекции в Институте гуманитарных наук в Вене, Университете Нотр-Дама, Национальном центре научных исследований Франции, университетах Канады, Норвегии, Болгарии и Германии. С 2006 по 2012 год был ректором университета «Collegium Civitas» в Варшаве, а потом главой кафедры социологии и почётным ректором. Был членом Международной социологической ассоциации и состоял в совете Института Ягеллонского.

### Политическая деятельность
Был советником по социальной политике в движении «Солидарность» и от имени демократической оппозиции принимал участие в Круглом Столе. С 1989 по 1991 год возглавлял команду научных консультантов Гражданского парламентского клуба. С 2008 года состоял в Совете по вопросам образования и исследований при президенте Польши. В 2010 году был членом комитета в поддержку Бронислава Коморовского на досрочных президентских выборах.

### Смерть и похороны
Эдмунд Внук-Липинский скончался 4 января 2015 года после тяжёлой болезни в возрасте 70 лет в Варшаве. Прощание прошло 9 января в церкви Святой Анны, а похороны состоялись на Вавжишевском кладбище.

## Награды
5 октября 2010 года президент Польши Бронислав Коморовский удостоил Эдмунда Внук-Липинского звания Командора Ордена Возрождения Польши «за выдающиеся достижения в научно-исследовательской, образовательной и социальной деятельности, за популяризацию науки в Польше и по всему миру».

### Избранные работы в области социологии
- Praca i wypoczynek w budżecie czasu, Zakład Narodowy im. Ossolińskich, Gdańsk 1972
- Metody badania czasu wolnego a socjologiczna interpretacja materiału empirycznego. Referat, Komitet Statystyki i Ekonometrii PAN, Gdańsk 1973
- Czas wolny. Współczesność i perspektywy, Instytut Wydawniczy CRZZ[пол.], Warszawa 1975
- Problematyka kształtowania się potrzeb czytelniczych, Instytut Książki i Czytelnictwa BN, Warszawa 1975
- Rozumienie kultury. Szkice socjologiczne, Instytut Wydawniczy CRZZ, Warszawa 1979
- Budżet – struktura społeczna – polityka społeczna, Zakład Narodowy im. Ossolińskich, Wrocław 1981
- Rozpad połowiczny. Szkice z socjologii transformacji ustrojowej, Instytut Studiów Politycznych PAN, Warszawa 1991
- Demokratyczna rekonstrukcja. Z socjologii radykalnej zmiany ustrojowej, PWN, Warszawa 1996
- Granice wolności. Pamiętnik polskiej transformacji, Scholar[пол.], Warszawa 2003
- Świat międzyepoki, Znak, Kraków 2004
- Socjologia życia publicznego, Scholar, Warszawa 2005